# Оккупация Андаманских островов

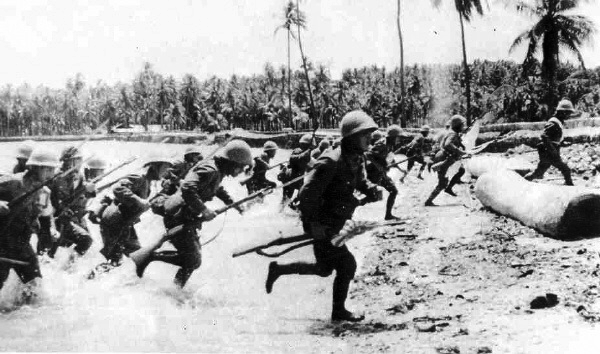
Японцы высаживаются на Андаманских островах. Март 1942 года

Оккупация Андаманских островов (яп. 日本軍によるアンダマン・ニコバル諸島の占領) — временное занятие частями Императорской армии Японии британской колонии Андаманские и Никобарские острова (получившей в 1950 году статус союзной территории Индии) площадью 8 293 км², расположенной в Бенгальском заливе в 1250 км от Калькутты, в 1200 км от Мадраса и в 190 км от мыса Наргис в Бирме, произошедшее в 1942—1945 годах. Вплоть до 1938 года на них находилась организованная британским правительством колония для индийских и африканских ссыльнопоселенцев, схваченных по политическим мотивам. Они содержались в печально известной Сотовой тюрьме в крупнейшем населённом пункте архипелага Порт-Блэре.
Военные объекты располагались лишь на территории Порт-Блэра. В состав гарнизона входили 300 сикхских милиционеров и 23 британских офицера. В январе 1942 года на острова прибыло подкрепление в лице гуркхского подразделения 4-го батальона 12-го полка приграничных войск 16-й индийской пехотной бригады. После занятия японцами 8 марта Рангуна британцы осознали невозможность организации обороны Порт-Блэра и 10 марта эвакуировали гуркхов на полуостров Аракан.

## 1945 год
Капитуляция Японцев на островах прошла в октябре 1945 года.